# Емил Кошлуков
Емил Илиев Кошлуков е български политик и журналист, народен представител в XXXIX народно събрание и генерален директор на Българска национална телевизия.

## Ранни години
Роден е на 26 октомври 1965 г. в Пазарджик. През 1985 г. завършва Английската гимназия в Пловдив. В казармата е осъден на 6 години затвор за предизвикване на бунт. Освободен е през 1988 г. На следващата година е освободен предсрочно от затвора[поясни] и армията и става студент по английска филология в Софийския университет. В периода 1991 – 1996 г. учи политология в Калифорнийския университет, Санта Барбара. През 1997 г. се завръща в България.

## Политическа дейност
През 1989 г. основава Независимо студентско дружество, а по-късно учредява Федерацията на независимите студентски дружества и е избран за неин координационен секретар. Член е на Координационния съвет на СДС и участник в Националната кръгла маса през 1990 г. като делегат от СДС.
Сътрудничи на президента Жельо Желев по време на неговия мандат 1991 – 1996 г.
Депутат в XXXIX народно събрание (2001 – 2005) от листата на НДСВ. През 2004 г. основава партия Новото време и става неин председател.

## Журналистическа кариера
Води предаване „Таралеж“ по телевизия Евроком България между 2006 и 2009.

### TV7
Водещ е на предаването „Факторът Кошлуков“ по TV7.
През 2013 г. е в управителния съвет на „Ноу фрейм медия“ – компанията собственик на TV7 (тогава собственост на Цветан Василев) и за кратко през 2014 става изпълнителен директор на TV7 и News7

### Канал 3 и АЛФА
След фалита на TV7 „Факторът Кошлуков“ се излъчва известно време по Канал 3 (септември 2015 – април 2016).
Програмен директор на телевизия АЛФА през 2016/2017 г.

### БНТ
През юли 2017 г. Кошлуков е един от кандидатите в конкурса, обявен от Съвета за електронни медии за директор на БНТ, но не е избран.
От 18 декември 2017 г. става програмен директор на БНТ. Малко след постъпването му в БНТ напуска Константин Кисимов, шеф на дирекция „Информация“ цитирайки неразбиране с Кошлуков.
През април 2019 г. Константин Каменаров, дотогавашен директор на БНТ, подава оставка във връзка с осъдителната му присъда, която не му позволява да заема поста. На 24 април Съветът за електронни медии избира Кошлуков за временно изпълняващ длъжността на генерален директор, а на 5 юли 2019 г. СЕМ с три гласа (Бетина Жотева; София Владимирова; Розита Еленова) на два гласа (Ивелина Димитрова; Иво Атанасов) го избират за директор с мандат 2019 г. – 2022 година.

## Скандали
След изминаване на един месец на новия му пост, избухват протести срещу негови решения, което недоволство според него е лишено от основание.
Кошлуков е водещ и на предаването „Още от деня“ по БНТ, докато е програмен директор. След инцидент, при който Кошлуков показва среден пръст в ефир, за което по-късно се извинява, новоназначената директорка на дирекция „Информация“ Уляна Пръмова, под чието управление е и предаването на Кошлуков, коментира, че той вероятно е действал в състояние на афект, но тя не може да го санкционира, тъй като не му е шеф, а подчинена
Във функцията си на директор на БНТ Кошлуков отстранява по ред полемични причини лица на телевизията, измежду които Искра Ангелова, Камен Алипиев – Кедъра, Боряна Пунчева, Марио Гаврилов, което предизвиква критики срещу него.

### Искане за оставка
На 14 юли 2020 г., след като председателят на парламентарната комисия по културата и медиите Вежди Рашидов предлага удължаване на мандата на Кошлуков, група журналисти, писатели и творци разпространяват отворено писмо, призовавайки Кошлуков да напусне поста на директор на БНТ. Мотивировката за оставката е твърдението, че „БНТ се управлява от генерален директор със съмнителна професионална квалификация за заеманата длъжност... За кратко време БНТ изгуби авторитета, който си извоюва с обективността, диалогичността и насочване на програмната тематика към нашите зрители без политическа и властова зависимост.“
Измежду подкрепящите оставката му са Явор Гърдев, Уляна Пръмова, Христо Иванов, който я поисква на живо в студиото на БНТ, Иван Лечев, Захари Карабашлиев, Боряна Пунчева, Горан Благоев, Искра Ангелова, Вяра Пантелеева, Камен Алипиев, Александра Пендачанска, Найо Тицин, проф. Евгений Дайнов, Тихон Тивериополски, Миглена Николчина, йеромонах Никанор Мишков, Крум Савов, Камелия Дончева, Милена Гетова, Васко Кръпката, Калин Терзийски, Теодор Ушев, Веселин Калановски, Веселин Веселинов, Васил Гюров, Виктор Лилов, Бойко Станкушев, Марио Гаврилов и други.
През септември 2020 г. се разпростанява второ открито писмо на артисти и културни дейци, подкрепящи антиправителствените протести и призоваващи за оставките на Емил Кошлуков, Бойко Борисов, Иван Гешев, Вежди Рашидов и Цвета Караянчева. Писмото съдържа подписите на професор Маргарита Младенова, Васил Василев – Зуека, Деян Донков, Албена Колева, Радина Кърджилова, Иглика Трифонова, Христо Гърбов, Ангел Игов, Рут Колева, Милица Гладнишка, Юлия Спиридонова, Мария Касимова-Моасе, Милена Маркова, Никола Тороманов, Александър Алексиев, Яна Титова, Стоян Алексиев, Галин Стоев, Самуел Финци, Гергана Димитрова, Петър Вълчанов, Рени Врангова, Ангел Дюлгеров, Силвия Петкова, Ева Тепавичарова, Христо Узунов, Станка Калчева, Стефан Командарев, Стефания Колева, Александър Морфов, Досьо Досев, Елена Телбис, Манол Пейков, Мартина Троанска, Марин Бодаков, Светлана Янчева, Дарина Такова, проф. Иван Добчев, Дамян Дамянов, Димитър Кенаров, Копринка Червенкова, Чавдар Гюзелев, Калин Серапионов, Зорница Христова, Емил Емилов и други.
На 2 октомври 2020 г. към призивите за оставките се присъединяват и проф. Цветана Манева, Явор Милушев, Весела Бабинова, Юлиян Вергов, Явор Караиванов, Василена Винченцо, Къци Вапцаров, Елена Бойчева, Роза Николова, доц. д-р Момчил Цветанов, Филип Андреев, Иван Панайотов, Анастасия Ингилизова, Боян Папазов, Момчил Степанов, Виктор Танев, Емил Джасим, Манол Глишев и други.